# Uniwersytet Surrey
Uniwersytet Surrey (ang. University of Surrey) – brytyjska uczelnia publiczna zlokalizowana w mieście Guildford (hrabstwo Surrey). Została założona w 1891 r. jako Battersea Polytechnic Institute; od 1966 r. funkcjonuje jako uniwersytet.